# Mark Evans (roddare)
Mark Evans, född den 16 augusti 1957 i Toronto i Kanada, är en kanadensisk roddare.
Han tog OS-guld i åtta med styrman i samband med de olympiska roddtävlingarna 1984 i Los Angeles.